# (1319) Disa
(1319) Disa – planetoida z grupy pasa głównego asteroid okrążająca Słońce w ciągu 5 lat i 61 dni w średniej odległości 2,99 au. Została odkryta 19 marca 1934 roku w Union Observatory w Johannesburgu przez Cyrila Jacksona. Nazwa planetoidy pochodzi od disy – rośliny z rodzaju storczykowatych. Przed nadaniem nazwy planetoida nosiła oznaczenie tymczasowe (1319) 1934 FO.